# Arrows A11
Chronologie des modèles (1989-1990)
Arrows A10B Footwork FA15
L'Arrows A11 est une monoplace de Formule 1 engagée par l'écurie britannique Arrows lors du championnat du monde de Formule 1 1989. Propulsée par un moteur V8 Ford-Cosworth, elle est pilotée par le Britannique Derek Warwick, remplacé par son compatriote Martin Donnelly en France, et l'Américain Eddie Cheever.
En 1990, James Robinson met l'A11 en conformité avec la réglementation technique. La nouvelle A11B est en effet une monoplace de transition, en attendant l’arrivée du moteur V12 Porsche prévue pour 1991. Elle est pilotée par les Italiens Michele Alboreto et Alex Caffi, et par l'Allemand Bernd Schneider.

## Historique
En 1989, Ross Brawn conçoit la nouvelle A11 autour d'un moteur V8 Ford-Cosworth DFR, après le bannissement des moteurs turbocompressés à la fin de la saison 1988. Les problèmes chroniques de fiabilité d'un bloc Megatron poussé au-delà de ses limites pourront donc être résolus. Cheever termine à la troisième place du Grand Prix automobile des États-Unis 1989, à Phoenix, tandis que Warwick marque des points à cinq reprises. Pourtant, les deux pilotes ainsi que Ross Brawn décident de quitter l'équipe à la fin de la saison. Avec 13 points, Arrows termine à la septième place du championnat des constructeurs. Warwick se classe dixième avec sept points, tandis que Cheever est onzième avec six points.
En 1990, l'A11B est pilotée par les Italiens Michele Alboreto et Alex Caffi. L'Allemand Bernd Schneider remplace néanmoins Caffi lors du premier Grand Prix, ce dernier s'étant blessé aux cervicales à la suite d'un accident de vélo. L'A11B n'est qu'une légère évolution de l'A11 et n'arrive pas à suivre le rythme des autres monoplaces de milieu de grille. Ainsi, Caffi marque les seuls points de la saison en terminant cinquième du Grand Prix de Monaco. À l'issue de la saison, Arrows termine neuvième du championnat du monde des constructeurs avec deux points, marqués par Caffi, qui se classe seizième du championnat du monde des pilotes.

## Résultats en championnat du monde de Formule 1

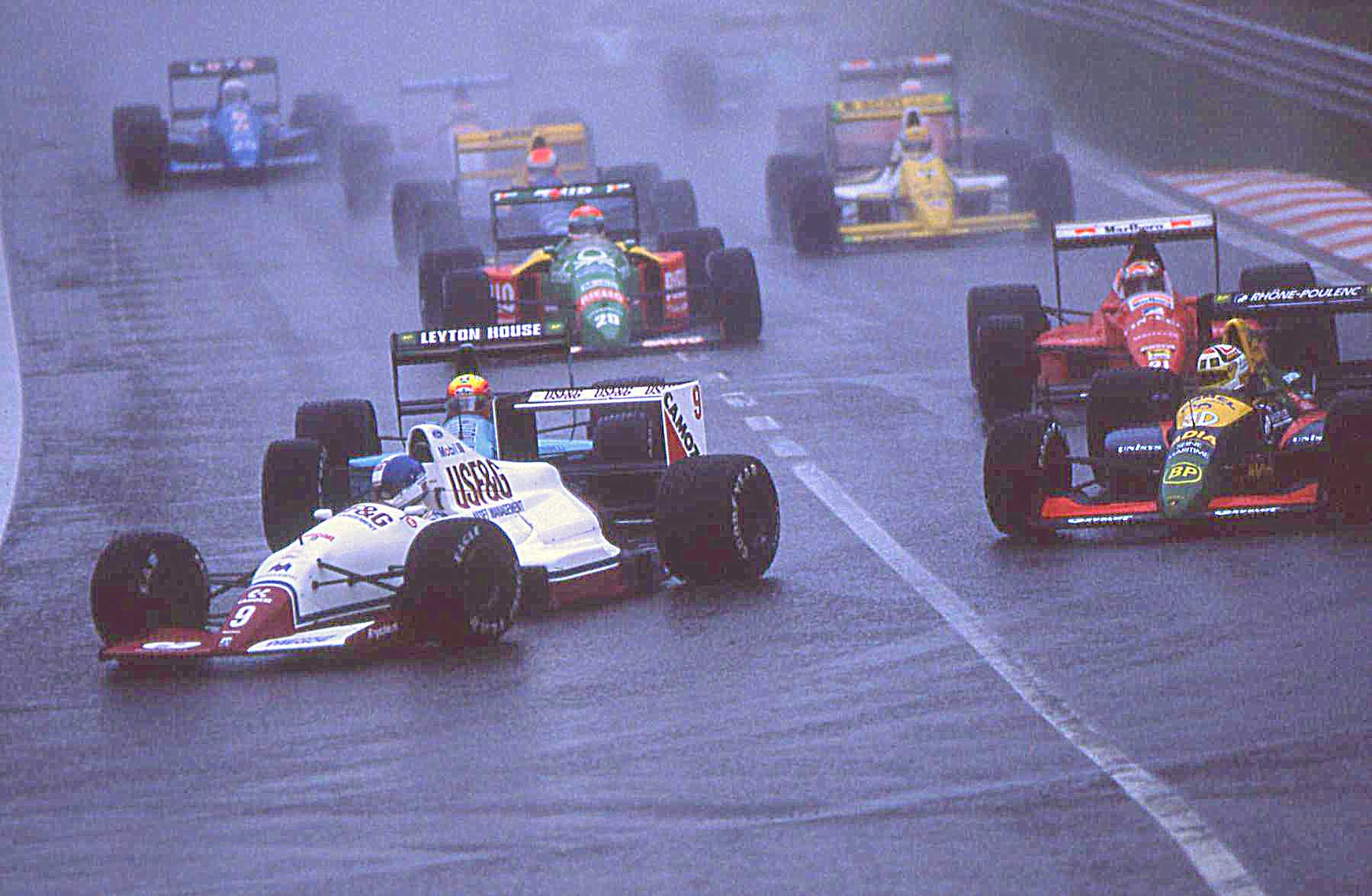
Derek Warwick dans le peloton lors du premier tour du Grand Prix de Belgique 1989.

| Saison | Écurie                          | Moteur               | Pneumatiques | Pilotes          | Courses | Courses | Courses | Courses | Courses | Courses | Courses | Courses | Courses | Courses | Courses | Courses | Courses | Courses | Courses | Courses | Points inscrits | Classement |
| Saison | Écurie                          | Moteur               | Pneumatiques | Pilotes          | 1       | 2       | 3       | 4       | 5       | 6       | 7       | 8       | 9       | 10      | 11      | 12      | 13      | 14      | 15      | 16      | Points inscrits | Classement |
| ------ | ------------------------------- | -------------------- | ------------ | ---------------- | ------- | ------- | ------- | ------- | ------- | ------- | ------- | ------- | ------- | ------- | ------- | ------- | ------- | ------- | ------- | ------- | --------------- | ---------- |
| 1989   | Arrows Grand Prix International | Ford-Cosworth DFR V8 | Goodyear     |                  | BRÉ     | SMR     | MON     | MEX     | USA     | CAN     | FRA     | GBR     | ALL     | HON     | BEL     | ITA     | POR     | ESP     | JAP     | AUS     | 13              | 7e         |
| 1989   | Arrows Grand Prix International | Ford-Cosworth DFR V8 | Goodyear     | Derek Warwick    | 5e      | 5e      | Abd     | Abd     | Abd     | Abd     |         | 9e      | 6e      | 10e     | 6e      | Abd     | Abd     | 9e      | 6e      | Abd     | 13              | 7e         |
| 1989   | Arrows Grand Prix International | Ford-Cosworth DFR V8 | Goodyear     | Martin Donnelly  |         |         |         |         |         |         | 12e     |         |         |         |         |         |         |         |         |         | 13              | 7e         |
| 1989   | Arrows Grand Prix International | Ford-Cosworth DFR V8 | Goodyear     | Eddie Cheever    | Abd     | 9e      | 7e      | 7e      | 3e      | Abd     | 7e      | Nq      | 12e     | 5e      | Abd     | Nq      | Abd     | Abd     | 8e      | Abd     | 13              | 7e         |
| 1990   | Footwork Arrows Racing          | Ford-Cosworth DFR V8 | Goodyear     |                  | USA     | BRÉ     | SMR     | MON     | CAN     | MEX     | FRA     | GBR     | ALL     | HON     | BEL     | ITA     | POR     | ESP     | JAP     | AUS     | 2               | 9e         |
| 1990   | Footwork Arrows Racing          | Ford-Cosworth DFR V8 | Goodyear     | Michele Alboreto | 10e     | Abd     | Nq      | Nq      | Abd     | 17e     | 10e     | Abd     | Abd     | 12e     | 13e     | 12e     | 9e      | 10e     | Abd     | Nq      | 2               | 9e         |
| 1990   | Footwork Arrows Racing          | Ford-Cosworth DFR V8 | Goodyear     | Bernd Schneider  | 12e     |         |         |         |         |         |         |         |         |         |         |         |         | Nq      |         |         | 2               | 9e         |
| 1990   | Footwork Arrows Racing          | Ford-Cosworth DFR V8 | Goodyear     | Alex Caffi       |         | Abd     | Nq      | 5e      | 8e      | Nq      | Abd     | 7e      | 9e      | 9e      | 10e     | 9e      | 13e     |         | 9e      | Nq      | 2               | 9e         |

Légende : ici 